# جونسالو دی امارانتی

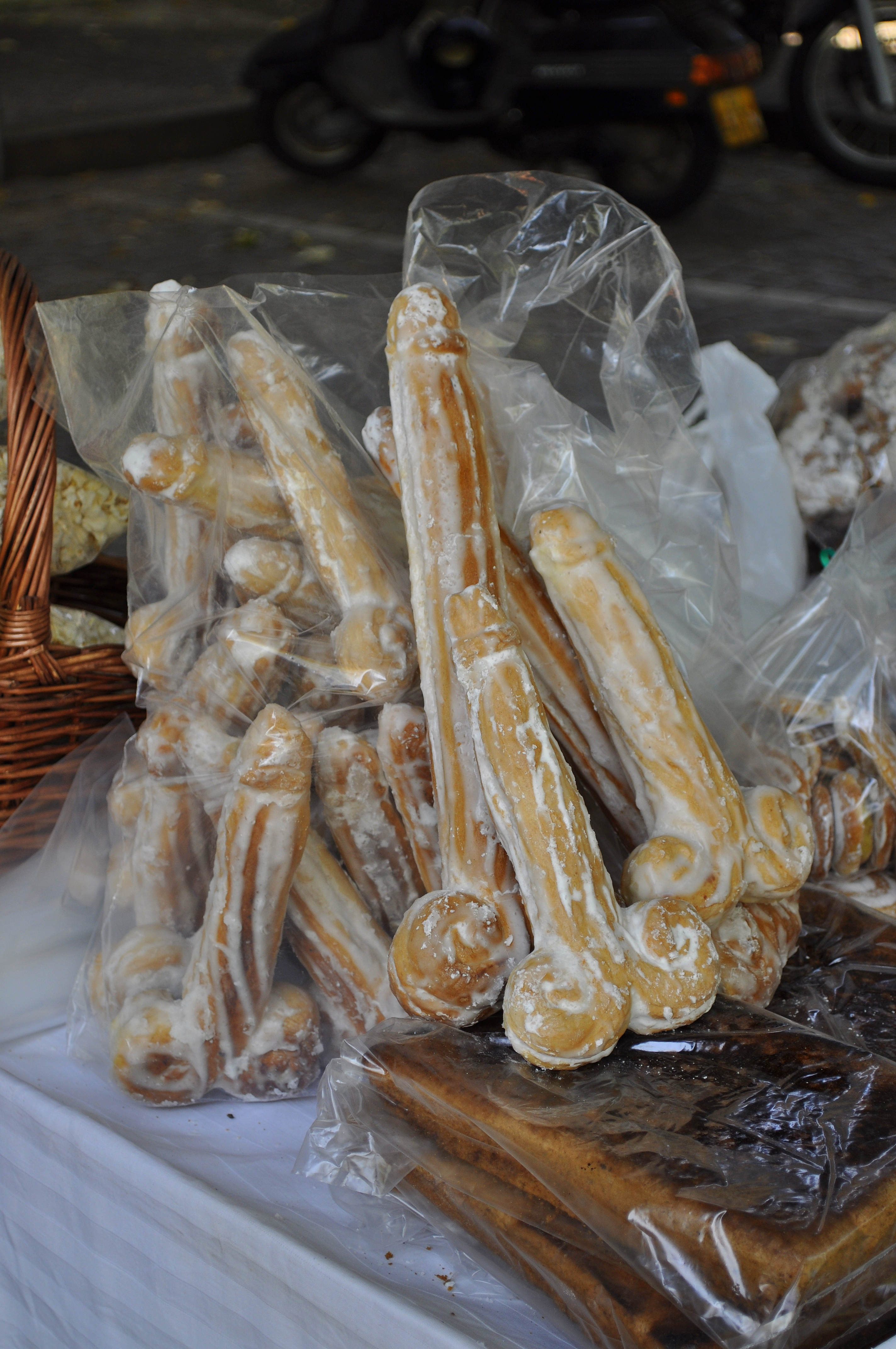
شیرینی معروف به جونسالو دی امارانتی، نوعی شیرینی وابسته به عشق شهوانی از پرتغال با منشأ فرضی در آیین‌های باروری سلت‌ها پیش از مسیحیت است.

جونسالو دی امارانتی (پرتغالی: Gonçalo de Amarante؛ ۱۱۸۷ – ۱۰ ژانویه ۱۲۵۹ (سن ۷۱) قدیس مسیحی بود. یک کشیش کلیسای کاتولیک پرتغالی و ظاهراً یک عضو از فرقه دومینیکن بود. او پس از بازگشت از زیارت طولانی که او را هم به رم و هم به اورشلیم برد، یک راهب دومینیکن و گوشه‌نشین شد. او به‌عنوان مردی که معجزه می‌کرد، شهرت یافت و به خلوت و سکوت در تأمل، برای برقراری ارتباط بهتر با خدا شهرت داشت.
تبرک او در اواخر سال ۱۵۶۱ در زمان پاپ پیوس چهارم مورد تأیید قرار گرفت.